# Maathorneferure

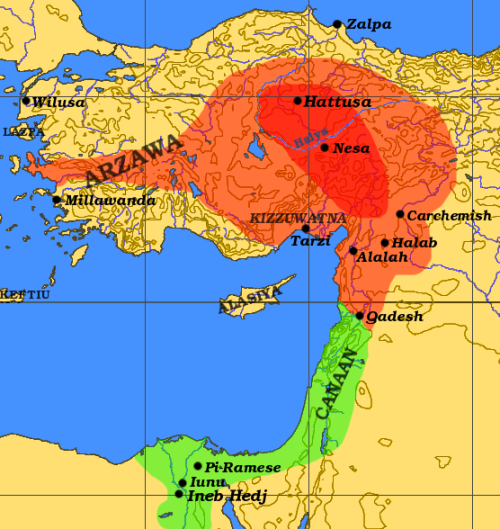
Het uitgebreid Hettitische Rijk (rood) verving Hatti en grensde ca. 1290 v.Chr. aan het Egyptische rijk (groen)

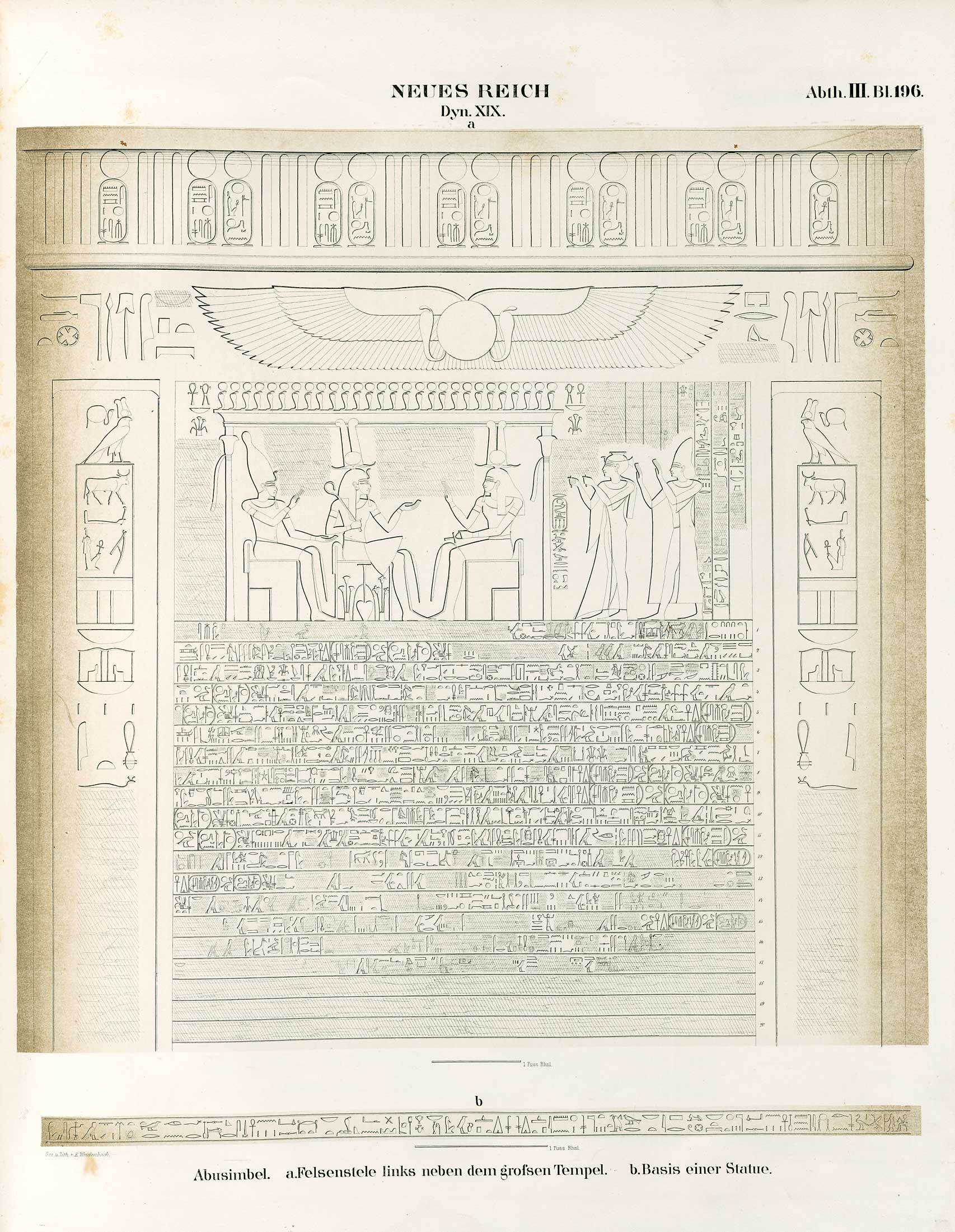
Maathorneferure en Koning Hattusilis III bij Ramses II's huwelijk

Maathorneferure of Maat-Hor-neferu-Re (Oudegyptisch voor "Zij die Horus ziet, de onzichtbare glans van Ra", ca. 1275 v.C.) was een koningin van de 19e dynastie van Egypte die regeerde in het Nieuwe Rijk aan de zijde van koning (farao) Ramses II. Zij was dochter Sauškanu van de Hettitische grootvorstin Puduhepa en grootvorst Hattušili III.
De vorige Egyptische koningin was Isetnofret. Opvolgster van Maathorneferure was mogelijk Bint-Anath.

## Genealogie en levensloop
Sauškanu was de zuster van kroonprins Nerikkaili van Hatti en van de latere Hettitische koning Tudhaliya IV. Zij was de oudste dochter van de Hettitische grootvorstin Puduhepa en grootvorst Hattušili III met wie Ramses II in 1259 v.Chr. (15 jaar na de Slag bij Kadesh) een vredesverdrag had gesloten. Grootvorstin Puduhepa onderhandelde daarbij een positie voor haar dochter als grote koninklijke vrouwe aan het Egyptisch hof. In de maand Phamenoth van het 34e bewindsjaar van Ramses (december 1246 v.Chr.) werd het huwelijk met Sauškanu in Pi-Ramesse met grote praal voltrokken. In het sterfjaar van koningin Isisnofret was dit huwelijk door grootvorstin Puduhepa bedongen ter verzegeling van het vredesverdrag tussen het oude Egypte en het Hettitisch rijk. Voorafgaand hadden lange onderhandelingen over de bruidsschat plaatsgevonden:
Bezit mijn Broeder Ramses II dan niets? Slechts wie niets heeft, vraagt een zo hoge prijs. Wil u zich aan ons verrijken?
- Puduhepa
Er was reeds een hoge bruidsschat beloofd, maar de verwachtingen van Ramses II schijnen nog hoger geweest te zijn. Want uiteindelijk was de bruidsschat uitgegroeid tot een waarde die alle tot dan toe gangbare bruidsschatwaarden overtrof. De motivering daarvoor zou de unieke positie geweest zijn, die Sauškanu in het oude Egypte zou innemen. In het verleden waren buitenlandse prinsessen wel tot de rang van bijvrouw opgeklommen, maar in de verdragsbepalingen tussen Hatti en Egypte werd overeengekomen dat Sauškanu als eerste buitenlandse prinses in de geschiedenis de titel van grote koninklijke vrouwe zou dragen.
Ramses II gaf op de stele van Abu Simbel de clausules van het verdrag niet letterlijk weer, maar gaf een draai aan de voorstelling van de situatie:
Hattušili III en Puduhepa gaven hun oudste dochter als eervol geschenk voor de levende god, opdat hij hun vrede zou schenken en zij in vrede konden leven.
- Ramses II.
In de kronieken is de tocht van de Hettitische prinses bijgehouden vanaf haar vertrek uit de hoofdstad Hattusa in Anatolië tot bij haar aankomst in Pi-Ramese. Volgens onderzoekster Desroches Noblecourt is zij waarschijnlijk vanuit haar geboortestad naar het zuidoosten vertrokken richting Kadesj. De stoet trekt zuidwaarts via omwegen langs de Taurus (gebergte), tot Adana niet ver van de Middellandse Zee, trekt verder door Kizzuwatna om zich dan naar Aleppo te begeven, en ten slotte Kadesh aan de Orontes aan te doen. Aan de grens van Temesk (huidige Damascus) nam koningin Puduhepa afscheid van haar dochter, die zij dus tot aan de grenzen van het Amorietenrijk heeft begeleid.
Ramses was diep onder de indruk van Sauškanu's schoonheid en gaf haar de sprekende Egyptische naam Maat-Hor-Neferu-Re. Zij raakte zwanger en nog voor hun dochter Neferu-Re geboren werd, vroeg Ramses II in Hatti aan of in het geval van een zoon er geen overeenkomst kon getroffen worden, dat deze dan rechtmatig troonopvolger in Hatti zou zijn. Het antwoord van het hof van Hattušili III is niet bekend, maar Ramses II kreeg geen zoon van Sauškanu. In een latere brief, gestuurd door Hattusili aan Ramses, drukt deze zijn spijt voor de vorst uit dat zijn dochter hem geen zoon heeft gegeven.

## Archeologische aanwijzingen
Het is tot op vandaag nog niet geweten wanneer Maathorneferure geboren werd of is gestorven, of waar zij is begraven. Haar herinnering wordt op inscripties nog slechts tot een zestal jaren na haar huwelijk met Ramses II geattesteerd. Zij zou in een paleis in het Fayum gewoond hebben. In de opgravingssite Gurob (Merwer) is een papyrus met haar naam gevonden.
De fragmentarische tekst vermeldt: [...] klein juweel, de koninklijke vrouwe Maathorneferure (moge zij leven) (de dochter van) de grote heerser van Khatti, [...] Dayt kleed van 28 cubits, 4 palmen, breedte 4 cubits, [juweel?] van 14 cubits, 2 palmen, adem 4 cubits - twee exemplaren [...] palmen, adem 4 cubits
In Tanis staat een vernield standbeeld van Ramses waar zij (ook grotendeels vernield) op staat terwijl ze zijn been aanraakt. Daarop staat ook haar cartouche.
In de tweede helft van het 1e millennium v.Chr. leidde het huwelijk van de farao tot een legende die op de Bentresh stele staat gegrift, waar een buitenlandse koningin werd genezen door een heilig beeld dat haar vanuit Egypte werd toegezonden.

## Titels
Van Maathorneferure zijn als koninginnentitels bekend:
- Grote koninklijke vrouwe (hmt-niswt-wrt).
- Meesteres van de twee landen (hnwt-t3wy)